# Иравадийская равнина
Иравади́йская равни́на (англ. Irrawaddy plain) — равнина в бассейнах среднего и нижнего течения реки Иравади в Мьянме, между хребтом Ракхайн на западе и Шанским нагорьем на востоке.

## Рельеф
Равнина протягивается более чем на 800 км вдоль долины Иравади, занимая межгорный прогиб, заполненный морскими и речными отложениями (песчаниками, глинистыми сланцами, глинами). Северная часть представляет собой холмистую (не более 100 м), сильно пересечённую равнину с бедлендом и широким развитием суффозионных процессов; южная часть (к Андаманскому морю) — плоская аллювиальная низменность.

## Климат и растительность
Климат субэкваториальный муссонный. Средняя температура января составляет 20—23°С, мая — свыше 30°С. Годовая сумма осадков равна 600—1000 мм на севере и превышает 2000 мм на юге (около 90 % осадков выпадает с июня по октябрь, во время юго-западного муссона). Почвы щебнистые красно-бурые на севере, луговые аллювиальные на юге. Преобладают ландшафты сухих саванн и листопадных лесов, в дельте Иравади — мангровые заросли.
Большая часть территории равнины распахана, здесь выращивают рис, просо, пшеницу, хлопчатник, масличные культуры.